# Harvey Comics

Harvey Comics (Harvey World Famous Comics, Harvey Publications, Harvey Comics Entertainment, Harvey Hits, Harvey Illustrated Humor, și Harvey Picture Magazines) a fost un publicator american de benzi desenate, fondat în New York de Alfred Harvey în 1941, după ce a cumpărat micul publicator Brookwood Publications. Frații săi Robert B. Harvey și Leon Harvey s-au alăturat la scurt timp după aceasta. În curând, compania a devenit în personaje licențiate, care în 1950s, au devenit cea mai mare parte a producției lor. Artistul lor cel mai prolific a fost Warren Kremer. Acesta este bine știut pentru personajele sale populare cum ar fi: Casper, fantoma prietenoasă, Mica Audrey, Mica Lotta, Mica Dot, Baby Huey, Herman și Katnip, Buzzy Crow, Hot Stuff și Richie Rich.